# Associação Brasileira de Estudos da Trans-Homocultura
A Associação Brasileira de Estudos da Trans-Homocultura (ABETH) é uma entidade sem fins lucrativos, fundada em 2001, cuja principal proposta é fomentar e realizar intercâmbios e pesquisas sobre a diversidade sexual, diversidade de gênero e suas interseccionalidades. Sua sede está localizada em Belo Horizonte, porém a cada dois anos sua diretoria transita pelas diversas regiões do país. Com a atual presidência, com término previsto para 2025, de Alexandre Bortolini pesquisador da Universidade de São Paulo (USP), a diretoria da ABETH está sediada na cidade de Brasília.
A ABETH congrega professores/as, alunos/as de graduação e pós-graduação, profissionais, pesquisadores/as, ativistas e demais interessados/as nas temáticas das sexualidades e gêneros. Possui Estatuto próprio e certificação digital de pessoa jurídica, com registro no Portal da Transparência (CNPJ 08.568.661/0001-20), sob a CNAE 72207 - Pesquisa e Desenvolvimento Experimental em Ciências Sociais e Humanas.

## História
De 1999 a 2001, Mario César Lugarinho e Carlos Barcellos, professores da Universidade Federal Fluminense (UFF), organizaram, em Niterói (RJ), três encontros científicos anuais em torno do tema “Literatura e Homoerotismo”, a partir dos quais, em 2001, foi fundada a Associação Brasileira de Estudos da Homocultura (ABEH). Esses encontros congregaram cerca de 70 pesquisadores doutores, brasileiros e estrangeiros, para promover e difundir pensamentos críticos sobre a diversidade sexual e de gênero. A partir desses encontros entre pesquisadores da área de Letras na UFF, os incentivos aos estudos e às pesquisas da temática tiveram ascensão em diferentes áreas de conhecimento, dando visibilidade a expressões e discursos sobre as sexualidades e gêneros não normativas/os no Brasil e no exterior.
O primeiro presidente eleito da ABEH, foi o Prof. Deneval Siqueira de Azevedo Filho (UFES), que coordenava o GEITES (Grupo de Estudos Interdisciplinares de Transgressão), sua indicação foi feita ainda na assembleia de Niterói e coube a primeira gestão presidir o I Congresso da ABEH, em Vitória – ES, no ano de 2002.
O I Congresso da ABEH teve como tema “Homocultura e Cidadania”, foi realizado na Universidade Federal do Espírito Santo (UFES), em 2002. A cada congresso realizado, o caráter interdisciplinar da Associação foi ficando mais explícito, de modo que passaram pela sua presidência docentes da área de Educação, Comunicação Social, Serviço Social e, entre 2021 e 2023, teve uma presidência vinculada a uma pesquisadora da área de Psicologia. Assim, destaca-se que Associação ampliou o número de filiadas/os por meio de seus congressos bianuais  que, ao longo dos anos, adquiriu um caráter internacional e vem congregando pesquisadores(as) brasileiros(as) e de outras nacionalidades, concretizando-se como oportunidade de intercâmbios e enriquecimentos para o trabalho científico, expressos objetivamente por meio de várias publicações que referenciam a evolução do campo ao longo de décadas.
Quadro de Presidentes(as) da ABEH por área de formação e instituição de ensino até dezembro de 2021
| Presidente               | Área de Formação    | Instituição (no período) | Período do Mandato         |
| Alexandre Bortolini      | Comunicação         | USP                      | 2024 - 2025                |
| Jaqueline Gomes de Jesus | Psicologia          | IFRJ                     | junho, 2021 - 2023         |
| Bruna Andrade Irineu     | Serviço Social      | UFMT                     | janeiro, 2019 - maio, 2022 |
| Luma Nogueira de Andrade | Educação            | UNILAB                   | 2017 - 2018                |
| Anderson Ferrari         | Educação            | UFJF                     | 2015 - 2016                |
| Fernando Seffner         | Educação            | UFRGS                    | 2013 - 2014                |
| Leandro Colling          | Comunicação Social  | UFBA                     | 2011 - 2012                |
| Alípio Souza Filho       | Ciências Sociais    | UFRN                     | 2009 - 2010                |
| Horácio Costa            | Letras e Literatura | USP                      | 2007 - 2008                |
| Bruno Leal               | Comunicação Social  | UFMG                     | 2005 - 2006                |
| Denílson Lopes           | Comunicação Social  | UNB                      | 2003 - 2004                |
| Deneval Siqueira         | Letras e Literatura | UFES                     | 2001 - 2002                |
Fonte: Sistematização a partir de Irineu, 2020.
Constituída por profissionais associados a instituições públicas de ensino e pesquisa, a Associação esteve por seis anos no Conselho Nacional de Combate à Discriminação (CNCD), conhecido como Conselho Nacional LGBT, protagonizando esse espaço de formulação das políticas públicas brasileiras voltadas a essa população.

## Atualização do nome
Em janeiro de 2022, por meio de Assembleia Geral Extraordinária, determinada pela Assembleia Geral Ordinária de maio de 2021 que elegeu a diretoria 2021-2023, o Estatuto da Associação e seu nome foram atualizados, a partir de proposição de Grupo de Trabalho composto para essa finalidade, passando a ser Associação Brasileira de Estudos da Trans-Homocultura (ABETH), a revista científica passou a se nomear REBEH – Revista da ABETH, e o seu congresso como Congresso Internacional de Diversidade Sexual, Étnico-Racial e de Gênero – CINABETH.

## Revista científica - REBEH
Em 2018, a ABEH, em parceria com a Universidade Federal da Integração da Lusofonia Afro-Brasileira (UNILAB), editou a REBEH - Revista Brasileira de Estudos da Homocultura, tendo por objetivo a publicação de artigos, entrevistas, documentos, resenhas, trabalhos artísticos, ensaios, relatos de experiência e dossiês temáticos, que contemplem os estudos sobre gênero, sexualidade, raça, etnia e diversidades que interseccionem os marcadores sociais da diferença e posições ao avesso da norma, e, a partir de 2019, passou a ser editada em parceria com a Universidade Federal do Mato Grosso (UFMT), sob o ISSN 2595-3206, sendo reconhecida pela Red latinoamericana de revistas académicas en ciencias sociales y humanidades (LatinREV) e constando de diversos indexadores, bases de dados e repositórios.
A REBEH (Prefixo DOI: 10.31560) é quadrimestral, editada pela ABETH em parceria com o Núcleo de Antropologia e Saberes Plurais (NAPlus/ICHS/UFMT) e o Núcleo de Estudos e Pesquisa sobre as Relações de Gênero (NUEPOM), tendo a seguinte Equipe Editorial:
A partir de 2024:
Editorial-Chefe:
- Prof. Dr. Alexandre Bortolini (UFRJ)
- Profª. Drª. Bruna Andrade Irineu (UFMT)
- Prof. Ms. Cello Latini Pfeil (UFRJ)

Equipe editorial
- Prof. Ms. Lino Gabriel Nascimento dos Santos (IFSC)
- Msª. Maria Clara Araújo dos Passos (USP)
- Profª. Msª. Milena Carlos de Lacerda (UFT)
- Msª. Mônica Saldanha Coelho (USP)

Conselho Editorial
- Ana Cristina Santos (UFAL)
- Anahí Guedes (UFSC)
- Arianna Sala (EU Joint Research Centre)
- Berenice Bento (UnB)
- Bruna Andrade Irineu (UFMT)
- Caterina Rea (UNILAB)
- Carlos Eduardo de O. Bezerra (UNILAB)
- Cristina Vianna M. dos Santos (UFT)
- Fátima Lima (UFRJ)
- Felipe Bruno M. Fernandes (UFBA)
- Guilherme Almeida (UFRJ)
- Jacqueline Teixeira (UnB)
- Jaqueline Gomes de Jesus (IFRJ)
- José Damião Rocha (UFT)
- Horácio Costa (USP)
- Luma Nogueira Andrade (UNILAB)
- Marco Duarte (UFJF)
- Miriam Grossi (UFSC)
- Megg Rayara Oliveira (UFPR)
- Moisés Lopes (UFMT)
- Paula Ribeiro (FURG)
- Rafael de la Dehesa (City University of New York)
- Sam Boucier (Université Lille III)
- Suely Messeder (UNEB)
- Watufani Poe (University of Pittsburgh)

Até 2023:
Editorial-Chefe
- Bruna Andrade Irineu (UFMT)
- Jaqueline Gomes de Jesus (IFRJ)
- Alexandre Bortolini (UFRJ)
- Leonardo Morjan Britto Peçanha (Fiocruz)

Editores Associados
- Céu Cavalcanti (UFRJ)
- Dodi Leal (UFSB)
- Fátima Lima (UFRJ)
- Fernando Altair Pocahy (UERJ)
- Ivan Amaro (UERJ)
- Jonas Alves (UFRRJ)
- Marco José Duarte (UFJF)
- Mariah Rafaella da Silva (UFRJ)
- Rodrigo Borba (UFRJ)
- Sara Wagner York Pimenta Gonçalves Júnior (UERJ)
- Sérgio Batista (UFRJ)
- Thiago Ranniery (UFRJ)
- Thiago Soliva (UFSB)

Conselho Editorial
- Ana Cristina Santos (UFAL)
- Anahí Guedes (UFSC)
- Berenice Bento (UnB)
- Bruna Andrade Irineu (UFMT)
- Caterina Rea (UNILAB)
- Carlos Eduardo de O. Bezerra (UNILAB)
- Cristina Vianna M. dos Santos (UFT)
- Fátima Lima (UFRJ)
- Felipe Bruno M. Fernandes (UFBA)
- Guilherme Almeida (UFRJ)
- Jaqueline Gomes de Jesus (IFRJ)
- José Damião Rocha (UFT)
- Horácio Costa (USP)
- Luma Nogueira Andrade (UNILAB)
- Miriam Grossi (UFSC)
- Megg Rayara Oliveira (UFPR)
- Moisés Lopes (UFMT)
- Sam Boucier (Université Lille III)
- Suely Messeder (UNEB)

## XI Congresso Internacional de Diversidade Sexual, Étnico-Racial e de Gênero - XI CINABETH
O XI Congresso Internacional de Diversidade Sexual, Étnico-Racial e de Gênero da ABETH - XI CINABETH ocorrerá de 22 a 25 de novembro de 2023 na Universidade do Estado do Rio de Janeiro - UERJ, na cidade do Rio de Janeiro, envolvendo 1500 participantes, mais de 400 trabalhos a serem apresentados, conferencistas nacionais e internacionais, objetivando promover o fortalecimento de rede científica e cultural para a diversidade sexual, étnico-racial e de gênero, por meio do tema "Ciência e Arte do Encontro: o Rio de Braços Abertos".

## Diretoria da ABETH
Gestão 2024-2025
- Presidente: Alexandre Bortolini - (USP)
- Primeiro Secretária Executiva: Bruna Andrade Irineu - (UFM
- Segundo Secretário Executivo: Lino Gabriel Nascimento dos Santos - (IFSC)
- Primeira Secretária Financeira: Valdenízia Bento Peixoto - (UnB)
- Segunda Secretária Financeira: Milena Carlos de Lacerda - (UFT)
- Primeiro Secretário Jurídico: Lucas Bulgarelli - (USP)
- Conselho Fiscal: Leonardo Morjan Britto Peçanha - (Fiocruz) / Paula Regina Costa Ribeiro - (FURG) / Jaqueline Gomes de Jesus - (IFRJ/Fiocruz)

Gestão 2021-2023
- Presidenta: Jaqueline Gomes de Jesus
- Primeiro Secretário Executivo: Fernando Pocahy
- Primeiro Secretário Executivo: Rodrigo Borba
- Primeiro Tesoureiro: Thiago Ranniery
- Segunda Tesoureira: Sara Wagner York
- Suplentes: Leonardo Peçanha e Mariah Rafaela
- Conselho Fiscal: Alexandre Bortolini, Bruna Irineu, Fátima Lima, Marco José de Oliveira Duarte e Thiago Soliva
- Comissão Ampliada: Céu Cavalcanti, Dodi Leal, Ivan Amaro e Jonas Alves